# Náboženská perzekuce
Náboženská perzekuce je systematicky špatné zacházení s lidmi jako reakce na jejich náboženské přesvědčení, příslušnost nebo naopak jejich nedostatek. Tendence společností či skupin uvnitř společností odcizovat se od nebo potlačovat někoho, kdo je jiný než my, a nezapadá do našeho ideálu společnosti je v historii často opakující se téma.
Náboženské vyznání člověka celý život ovlivňuje. Jeho morálku, jeho pohled na svět, na sebe a lidé okolo. Proto můžou být náboženské rozdíly významnými kulturními, osobními a sociálními faktory.
Náboženské pronásledování může být vyvoláno náboženskou nebo protináboženskou bigotností (členové dominantní skupiny očerňují náboženství jiná než jejich vlastní nebo náboženství jako takové; v tomto případě je dominantní skupina bezbožná) nebo může být také vyvoláno státem, kdy se stát na určitou náboženskou skupinu dívá jako na hrozbu, která ohrožuje jeho zájmy nebo bezpečnost. Dehumanizace (přestaneme o člověku přemýšlet jako o lidské bytosti, místo toho o něm uvažujeme jako o věci nebo zvířeti) určité náboženské skupiny může snadno vést k násilným činům nebo jiným formám pronásledování. Náboženské pronásledování může být výsledkem společenské a/nebo vládní regulace. Vládní regulace odkazuje na zákony, které vláda ukládá za účelem regulace náboženství. Společenská regulace je diskriminace občanů občany, z důvodu vyznávání jedno nebo více náboženství. V mnoha zemích mělo náboženské pronásledování za následek tolik násilí, že je považováno za problém lidských práv.

## Definice
David T. Smith ve svém díle Religious Persecution and Political Order in the United States definuje náboženské pronásledování jako „násilí nebo diskriminaci příslušníků náboženské menšiny kvůli jejich náboženské příslušnosti“, přičemž odkazuje na „činy, jejichž cílem je zbavit jednotlivce jejich politického práva a nutit menšiny k asimilaci, odchodu nebo životu jako občané druhé kategorie“.
Z hlediska politiky státu perzekuce lze definovat jako systematicky šířené porušování svobody myšlení, svědomí a přesvědčení a aktivní státní politika, která podporuje akce jako je obtěžování, zastrašování a udělování trestů za účelem porušení nebo ohrožení práva na život, integritu nebo svobodu cílové menšiny.
Rozdíl mezi náboženskou perzekucí a náboženskou nesnášenlivostí spočívá v tom, že ve většině případů je to motivováno sentimentem (cítěním) obyvatelstva, které může být tolerováno nebo podporováno státem. Upírání občanských práv lidí na základě jejich náboženství je nejčastěji popisováno jako náboženská diskriminace, spíše než náboženské pronásledování.
Dalo by se říci, že náboženské pronásledování je ze všech těchto pojmů nejhorší a nejkrutější, protože při například náboženské diskriminaci dochází "jenom" k tomu, že nežádanou osobu třeba nepustí do určitého objektu. Při náboženském pronásledování je postižené osobě bezdůvodně konfiskován nebo ničen majetek, osoby jsou neprávem vězněny. Není ani třeba říct, čím vším si v zajetí projdou. Jsou tam biti, mučeni a dokonce vražděni. Když nezacházíme až do těchto končin, tak oběti náboženské perzekuce musí mnohdy čelit i nenávisti, kterou může jejich vlastní stát podporovat.
J. Keith Bateman, ředitel MECO-USA rozdělil znaky náboženského pronásledování do 4 kategorií.
- musí to člověka něco osobně stát, např. ztratí svobodu cestovat, přijde o práci, dědictví, děti, manželku nebo svůj život
- musí to být nespravedlivé a nezasloužené
- musí to být přímý výsledek víry v Krista (náboženská perzekuce rozhodně není jenom proti křesťanům, pan Bateman pouze používá příklady křesťanů v arabském světě)
- jiné případy, náboženská perzekuce nemusí být přímo záměrem dané situace (například: vrah zabije osobu, ale až po vraždě vyjde najevo, že zavraždil nesprávnou osobu, oběť je jiného vyznání než pachatel a perzekuce z náboženských důvodů se neplánovaně zaplete do případu jako jeden z možných motivů)

## Náboženská perzekuce v Česku
V České republice samozřejmě probíhala náboženská perzekuce ve středověku jako všude jinde. Tehdy mohlo jít například o perzekuci iniciovanou křesťany proti pohanům nebo později katolíků proti protestantům, té se říká reformace.
Nejživějším příkladem náboženské perzekuce v našich myslích je perzekuce v 50. letech 20. století. V této době přichází k moci komunistická strana, která paří do totalitních režimů, konkrétně se jedná o levicový totalitní režim. Komunistický režim považuje cokoliv a kohokoliv, který stoprocentně nesouhlasí s jejich ideologií za nepřítele. Právě víra byla nepřítelem největším. Komunistický režim chtěl, aby lidé následovali jejich ideologii. Křesťanství v tom určité skupině lidí ale zabraňovalo.
A tak, když komunistická strana začala zakládat pracovní tábory, jako první neprávem zatíkali náboženské hodnostáře. Většinou byli tito lidé zavíráni do těch nejhorších táborů. Tyto tábory byli sice stále oficiálně pracovní, ale muklové (muži určení k likvidaci) tam pracovali s radioaktivním uranem bez jakýchkoliv ochran. Umírali po krátkém pobytu v táboře na nemoc z ozáření ve velkých bolestech.

## Formy

### Náboženská očista
„Náboženská očista“ se někdy používá v odkazu na odstranění populace z určitého území na základě jejího náboženství. V poslední době byla „náboženská očista“ používána v souvislosti s odstraněním všech náboženských struktur nebo všech jednotlivců, kteří se hlásí k určitému náboženství a žijí v rámci větší komunity, která se skládá z lidí, kteří jsou příslušníky stejného etnika. 
V průběhu starověku byly populační čistky z velké části motivovány ekonomickými a politickými faktory, ale příležitostně hrály roli i etnické faktory. Během středověku nabyly očisty obyvatelstva převážně náboženského charakteru. Náboženská motivace pro populační čistky ztratila na počátku novověku velkou část svého významu, ale až do 18. století bylo etnické nepřátelství v Evropě nadále formulováno v náboženských termínech. Richard Dawkins tvrdil, že odkazy na etnické čistky v bývalé Jugoslávii a Iráku jsou eufemismy pro to, co by se mělo přesněji nazývat náboženské čistky. Podle Adriana Koopmana rozšířené používání termínu etnické čistky v takových případech naznačuje, že v mnoha situacích dochází k záměně mezi etnicitou a náboženstvím.

### Etnická příslušnost
Jiné násilné činy, které nejsou vždy páchány na přívržencích určitých náboženství, jako je válka, mučení a etnické čistky, mohou nabýt kvality náboženského pronásledování, pokud se jedna nebo více stran, které jsou do nich zapojeny, vyznačuje svou náboženskou homogenitou. ; příkladem toho může být, když konfliktní populace, které patří k různým etnickým skupinám, patří také k různým náboženstvím nebo denominacím. Rozdíl mezi náboženskou a etnickou identitou může být někdy nejasný, nicméně případy genocidy ve 20. století nelze plně vysvětlit citací náboženských rozdílů. Přesto jsou případy genocidy, jako je řecká genocida, arménská genocida a asyrská genocida, někdy považovány za případy náboženského pronásledování a v důsledku toho jsou hranice mezi etnickým násilím a náboženským násilím někdy nejasné.
Od raného novověku byl rostoucí počet náboženských čistek provázán s etnickými prvky. Protože náboženství je důležitým nebo ústředním ukazatelem etnické identity, některé konflikty lze nejlépe popsat jako „etnicko-náboženské konflikty“.
Nacistický antisemitismus poskytuje další příklad sporného rozdělení mezi etnickou perzekucí a náboženskou perzekucí, protože nacistická propaganda měla tendenci konstruovat svůj obraz Židů tím, že je vykreslovala jako lidi, kteří byli příslušníky méněcenné rasy (viz Rasový antisemitismus a nacistické rasové teorie), dehumanizovala a démonizoval Židy tím, že je klasifikoval spíše jako rasu než náboženství. V souladu s tím, co je učila nacistická propaganda, nedělali pachatelé holocaustu žádné rozdíly mezi sekulárními Židy, ateistickými Židy, ortodoxními Židy a Židy, kteří konvertovali ke křesťanství.

## Perzekuce za kacířství
Pronásledování názorů, které jsou považovány za schizmatické, je jedna věc; další je pronásledování přesvědčení, které jsou považovány za kacířské nebo rouhačské. Ačkoli veřejný neshoda v sekundárních záležitostech může být dostatečně závažná, často vede pouze k náboženské diskriminaci. Na druhou stranu, veřejné zřeknutí se základních prvků náboženské doktríny za stejných okolností by člověka vystavilo mnohem většímu nebezpečí. Zatímco odpůrci oficiální církve čelili v protestantské Anglii pouze pokutám a vězení, za vlády Alžběty I. bylo za kacířství nebo rouhání popraveno šest lidí a další dva lidé byli popraveni v roce 1612 za vlády Jakuba I.
Podobně byly v západní Evropě brutálně potlačeny kacířské sekty jako kataři, Valdenští a lollardi, ale v pohraničních oblastech východní Evropy žili ve stejné době vedle sebe po Velkém schizmatu katoličtí křesťané a „schizmatičtí“ ortodoxní křesťané.